# Остерський район
Остерський район  — адміністративно-територіальна одиниця, утворена в 1923 році. Районний центр — місто Остер.

## Історія
Район було утворено у складі Ніжинської округи 7 березня 1923 року у складі 18 сільських рад та 46 населених пунктів. З 10 грудня 1924 року Остерський район Ніжинської округи передано до складу Чернігівської округи; з 1932 року — у складі Чернігівської області.
В 1950-х роках частину сіл в межиріччі Десни і Дніпра ліквідовано задля будівництва військового полігону біля с. Десна та смт. Гончарівське. На початку 1960-х ще ряд сіл затоплено або знищено при побудові Київського водосховища. Район ліквідований 1962 року в ході хрущовського укрупнення сіл і районів, а майже усі його населені пункти відійшли до Козелецького району (з 2020 року — у складі Чернігівського).

## Населені пункти
Станом на 1946 рік склад району був таким: Остерська селищна рада
смт Остер
Біликівська сільська рада
с. Білики

с. Набільське

х. Жилин Млинок
Бірківська сільська рада
с. Бірки

с. Самсони
Бобруйківська сільська рада
с. Бобруйки
Бондарівська сільська рада
с. Бондарі
Борсуківська сільська рада
с. Борсуків

с. Лепехівка

с. Самійлівка

с. Сербівка
Булахівська сільська рада
с. Булахів
Виповзівська сільська рада
с. Виповзів
Вовчо-гірська сільська рада
с. Беремицьке

с. Вовча Гора
Велевачівська сільська рада
с. Бабарики

с. Волевачі
Гнилушівська сільська рада
с. Гнилуша
Гуто-Туманська сільська рада
с. Гута-Туманська
Євминська сільська рада
с. Євминка

с. Красулька
Карпилівська сільська рада
с. Карпилівка
Короп'ївська сільська рада
с. Короп'є
Косачівська сільська рада
с. Косачівка
Котівська сільська рада
с. Котів
Кошанівська сільська рада
с. Кошани

с. Романьки

х. Крені

х. Цилюриків
Крехаївська сільська рада
с. Крехаїв
Лошаково-Гутянська сільська рада
с. Лошакова Гута
Лутавська сільська рада
с. Лутава
Максимівська сільська рада
м. Максим

х. Чабани
Моровська сільська рада
с. Моровськ
Новоглибівська сільська рада
с. Новий Глибів

х. Будище
Одинцівська сільська рада
с. Одинці
Окунинівська сільська рада
с. Окунинів

х. Вовчі Гори
Олбинська сільська рада
с. Олбинь
Пархимівська сільська рада
с. Пархимів
Потебнево-Гутянська сільська рада
с. Потебнева Гута
Руднянська сільська рада
с. Рудня

х. Отрохи
Савинківська сільська рада
с. Димерка

с. Савинка
Савинська сільська рада
с. Савин
Святенська сільська рада
с. Святе
Соколівська сільська рада
с. Соколівка
Сорокошицька сільська рада
с. Сорокошичі

х. Тужар
Староглибівська сільська рада
с. Старий Глибів
Старогородська сільська рада
с. Старогородка

с. Юськова Гребля

х. Вільний

х. Жуківщина

х. Любечанинів

х. Поленки
Старогутянська сільська рада
с. Стара Гута

х. Крупчина Долина

х. Новий завод (Нова Заводь)

х. Сапонова Гута

х. Сукачі